# Tehaapapa III
Tehaapapa II (8 de agosto de 1879 - 27 de abril de 1917) foi a última monarca soberana do Reino de Huahine e Maia'o de 1893 a 1895. 

## Biografia
Ela foi a última rainha de Huahine de 1893 a 1895. Ela era a filha mais velha de Marama Teururai, príncipe regente de Huahine por sua esposa Tetuanuimarama um Te-u-ru-Ari'i, Princesa de Rurutu.
Ela foi coroado com o nome de reinado Te-ha'apapa III em 1893, e foi deposta quando Huahine foi anexada á França em setembro 1895.

## Casamento
Ela casou-se pela primeira vez no Fare em 15 de maio 1895 (divorciou 6 de agosto de 1897), com Sua Alteza Teri'i-te-vae-a-Ra'i-a-Mai, um membro da Casa principesca de Bora Bora e em segundo lugar em 1900,com um homem nobre Tini-tua a Tu-ari'i-hi'o-noa.
Ela tinha um filho com seu primeiro marido e outros onze filhos naturais através de uma união morganática com Tinitua-a-Tu-Ari'i-oi-ona.
Ela morreu em Tarifa em 27 de abril de 1917.